# Nora O’Mahony
Nora O’Mahony z d. Tynan (ur. 15 lutego 1866 w Clondalkin, zm. 13 grudnia 1954 w Dublinie) – irlandzka poetka i powieściopisarka, siostra Katharine Tynan.

## Życiorys
Nora Tynan urodziła się jako jedno z dwunastu dzieci Andrew Cullena Tynana i Elizabeth Tynan (z domu Reilly). Podobnie jak jej starsza siostra Katharine kształciła się w klasztorze dominikanek św. Katarzyny ze Sieny w Drogheda. Od najmłodszych lat wykazywała skłonności artystyczne, szczególne umiejętność malowania kwiatów. Kwiaty były także ulubionym tematem jej młodzieńczych wierszy, a motywy kwiatowe są widoczne w jej późniejszych pracach.
29 kwietnia 1895 roku Nora poślubiła Johna O’Mahony z Cork, dziennikarza pracującego od 1891 roku w Irish Independent. Małżeństwo mieszkało najpierw w pobliżu dzielnicy Whitehall w Dublinie, następnie w Drumcondra. Po śmierci Johna O’Mahony’ego 28 listopada 1904 roku rodzina przeniosła się do Tallaght.
Prawdopodobnie pierwszym opublikowanym utworem Nory O’Mahony było opowiadanie The magpie, które ukazało się w New Ireland Review w kwietniu 1903 r. W styczniu następnego roku w „Irish Monthly” ukazał się jej wiersz A city of exile, po czym regularnie publikowała wiersze w tym czasopiśmie do czerwca 1931 r. Jej wiersze ukazywały się także w innych czasopismach irlandzkich, angielskich i amerykańskich, m.in. w Pall Mall Gazette. Pierwsze utwory prozatorskie ukazały się w Social Review; jej artykuł Neglect of Irish writers ukazał się w Catholic World (kwiecień 1908). Była także redaktorką Freeman's Journal.
Małżeństwo Nory i Johna O’Mahony miało trzech synów: 
1. Gerard John Cullen Tynan O’Mahony (ur. 1 stycznia 1900, zm. 17 kwietnia 1948), redaktor naczelny Irish Times od 1942 r., ojciec komika Davida Edwarda Tynana O’Mahony’ego.[2][3][1]
2. John Michael Finbar O’Mahony.[2][1]
3. Daniel J Patrick O’Mahony.[2][1]

Nora O’Mahony zmarła w Dublinie 13 grudnia 1954 r.

## Dzieła
- The fields of heaven (1915)
- Una's enterprise (1907)
- Mrs Desmond's foster-child (1912)
- The secret of Yellow Meadows Farm